# Canyon Day
Canyon Day es un lugar designado por el censo ubicado en el condado de Gila en el estado estadounidense de Arizona. En el Censo de 2010 tenía una población de 1209 habitantes y una densidad poblacional de 91,85 personas por km².

## Geografía
Canyon Day se encuentra ubicado en las coordenadas 33°47′2″N 110°2′24″O / 33.78389, -110.04000. Según la Oficina del Censo de los Estados Unidos, Canyon Day tiene una superficie total de 13.16 km², de la cual 13.01 km² corresponden a tierra firme y (1.16%) 0.15 km² es agua.

## Demografía
Según el censo de 2010, había 1.209 personas residiendo en Canyon Day. La densidad de población era de 91,85 hab./km². De los 1.209 habitantes, Canyon Day estaba compuesto por el 0.08% blancos, el 0% eran afroamericanos, el 99.5% eran amerindios, el 0% eran asiáticos, el 0% eran isleños del Pacífico, el 0.08% eran de otras razas y el 0.33% pertenecían a dos o más razas. Del total de la población el 1.24% eran hispanos o latinos de cualquier raza.